# Physical Graffiti
Physical Graffiti — шестой студийный альбом английской рок-группы Led Zeppelin, выпущенный в виде двойного альбома 24 февраля 1975 года в США и 28 февраля того же года в Великобритании. Этот альбом стал первым, выпущенным на новом звукозаписывающем лейбле Swan Song Records, созданном самой группой Led Zeppelin. Альбом несколько раз переиздавался на CD, включая обширное издание, посвящённое 40-летию группы, в 2015 году. Это издание имеет семь бонус-треков общей продолжительностью более сорока минут.
Physical Graffiti достиг значительного коммерческого успеха, занял первое место в чартах альбомов Великобритании и третье место в США. Большинство музыкальных критиков высоко оценили альбом сразу же после выхода, а также в ретроспективе. В марте 1975 года обозреватель журнала Billboard охарактеризовал его «тур, проходящий через ряд музыкальных стилей, от чистого рока до блюза, от фолк-акустики до оркестровых звуков». Джим Миллер написал в журнале Rolling Stone, что этот альбом является «Tommy, Beggars Banquet и Sgt. Pepper, объединёнными в одно целое». В своей ретроспективной рецензии на Allmusic музыкальный критик Стивен Эрлевайн написал, что Physical Graffiti «передаёт весь опыт Led Zeppelin на пике их игры лучше, чем любой другой из их альбомов». 
В 2002 году Physical Graffiti занял 5-ю позицию в рейтинге «100 лучших рок-альбомов всех времён» по версии журнала Classic Rock. В 2003 году журнал Rolling Stone поставил его на 70-е место в списке «500 величайших альбомов всех времён». Он был переоценен на 73-е место в пересмотренном списке 2012 года, и занял 144 место в 2020 году.
В 2006 году он был сертифицирован Американской ассоциацией звукозаписывающей индустрии (RIAA) как 16-кратно платиновый в США, что означает продажу более восьми миллионов копий.

## История создания
Первая попытка Led Zeppelin записать песни для Physical Graffiti состоялась в ноябре 1973 года в Хедли-Грейндж, загородном доме в графстве Гэмпшир, где они ранее записывали свой четвёртый альбом. Звукозаписывающее оборудование состояло из передвижной студии Ронни Лейна. Гитарист и продюсер Джимми Пейдж и барабанщик Джон Бонэм записали инструментальную композицию, которая позже была переработана как «Kashmir». Однако эти сессии быстро прекратились, и студийное время было передано Bad Company, которая использовала его для записи песен для своего дебютного альбома. Пресса сообщила, что басист/клавишник Джон Пол Джонс заболел и не смог записываться. Однако он разочаровался в группе и пресытился гастролями, и сказал менеджеру Питеру Гранту, что подумывает об уходе. Грант попросил его передумать и взять отпуск до конца года, чтобы восстановить силы.
В январе и феврале 1974 года группа вновь собралась в Хедли-Грейндж, где было записано восемь треков, спродюсированных Роном Невисоном. Вокалист Роберт Плант позже назвал эти восемь треков «the belters», включая «нестандартный материал, который получился действительно приятным». Как и на предыдущих сессиях в Headley Grange, неформальная атмосфера позволила группе импровизировать и развивать материал во время записи. Иногда группа репетировала или записывала трек несколько раз, обсуждала, что пошло не так или что можно было бы улучшить, а затем понимала, что они разработали для него альтернативную аранжировку, которая была лучше. Бонэм был движущей силой на сессиях, регулярно предлагая идеи или наилучшие способы успешного исполнения сложной аранжировки. Это привело к тому, что он получил звание ведущего автора песен на нескольких треках.

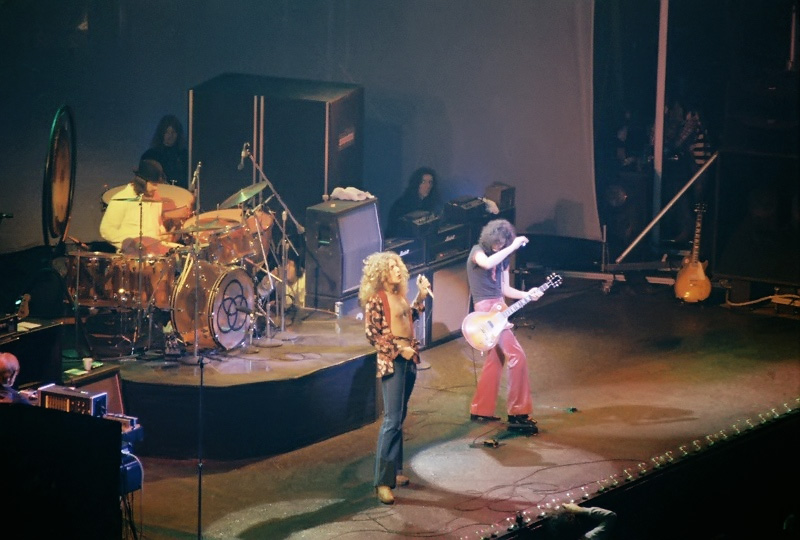
Led Zeppelin на концерте в Чикаго (1975)

Восемь песен вышли за рамки обычного альбома, заняв почти три стороны пластинки, поэтому группа решила создать двойной альбом, добавив материал, который они записали для предыдущих альбомов Led Zeppelin III, Led Zeppelin IV и Houses of the Holy, но так и не выпустили. Это включало различные джем-сейшены, такие как «Boogie With Stu», который, по мнению Пейджа, не подходил в качестве трека в одиночном альбоме. Были сделаны дополнительные наложения, и окончательное сведение альбома было выполнено Китом Харвудом в июле 1974 года в Olympic Studios, Лондон. Название «Physical Graffiti» было придумано Пейджем, чтобы проиллюстрировать всю физическую и творческую энергию, которая была вложена в создание сета.
Альбом планировался к выпуску в конце 1974 года, однако выпуск был отложен из-за того, что оригинальная обложка альбома, созданная по эскизу известного американского дизайнера Питера Корристона, оказалась довольно сложной в изготовлении.
Часть материала, представленного на диске, была исполнена во время концертное турне по США и серии из пяти концертов в Эрлс-Корт (Лондон), прошедших в мае 1975 года и считающихся одним из лучших выступлений группы.

## Дизайн обложки

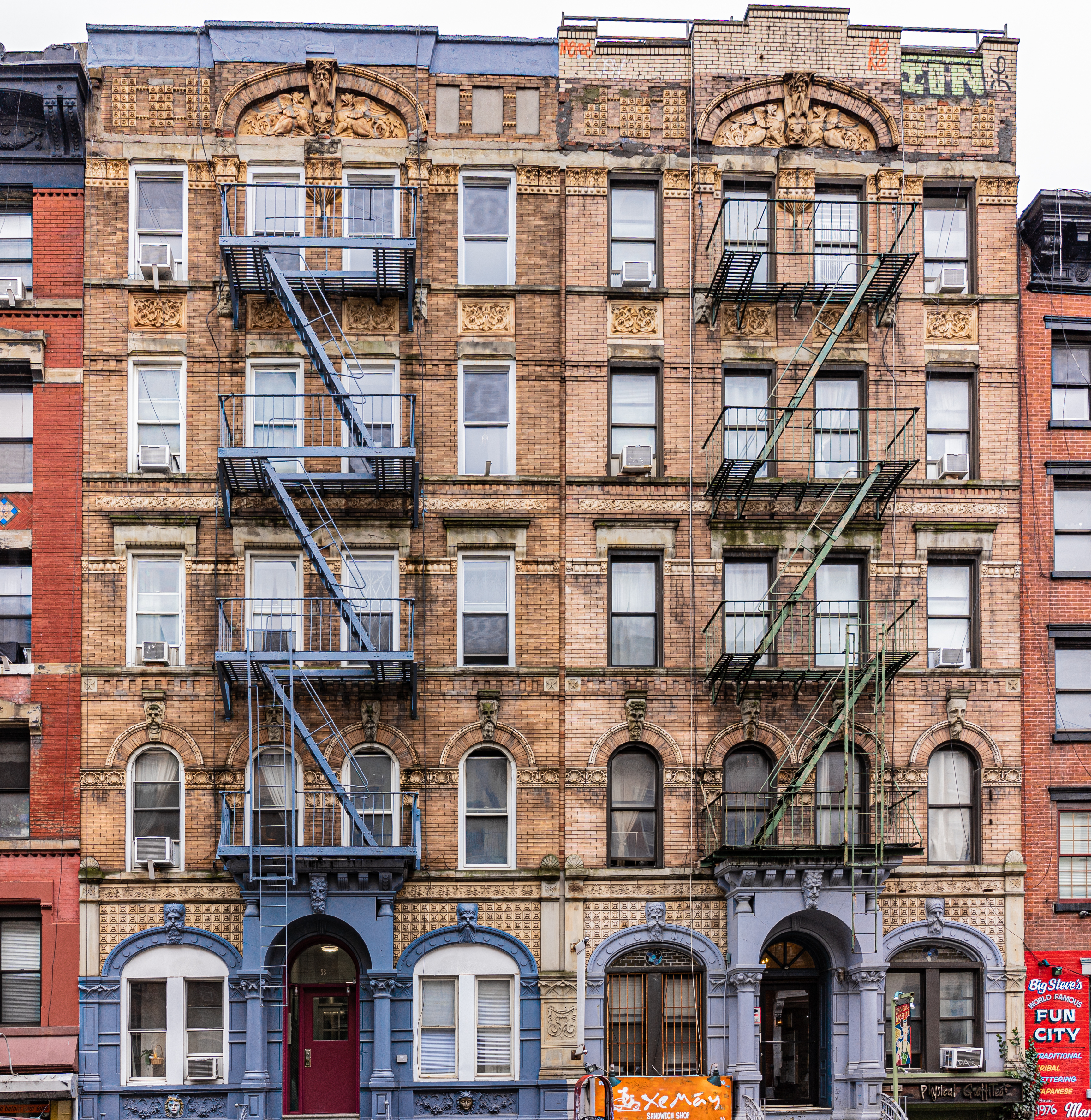
Прототип здания, изображённого на обложке

Обложка альбома состоит их трёх частей. На внешней части помещена отредактированная фотография многоквартирного дома (прототипом которого стало здание в Нью-Йорке, через окна которого (физически вырезанные в картоне) можно видеть куски средней части. Средняя вставная обложка белая и содержит все списки треков альбома и информацию о записях. Когда средняя обложка вставлена во внешнюю обложку, в окнах здания на внешней части видны буквы, составляющие название альбома.
Внутренняя обложка (своя для каждого диска) содержит изображения участников группы и некоторых известных людей, которые видны в окнах здания, если не вставлять среднюю обложку. Среди последних есть артист Уильям Филдс, космонавт Базз Олдрин, а также Ли Харви Освальд, художник Марсель Дюшан и Папа Римский Лев XIII.
В 1976 альбом был номинирован на премию Грэмми в категории «лучшая обложка» (Grammy Award for Best Recording Package), однако не получил ее (в тот год победителем в этой категории стала обложка альбома Honey американской группы Ohio Players). В 2011 году обложка альбома заняла 12-е место в списке лучших обложек альбомов всех времён по версии Интернет-издания Music Radar.

## Об альбоме

### Сторона 1

Фасад поместья Хедли-Грейндж

- «Custard Pie» записана в Хедли-Грейндж в начале 1974 года. Первый дубль был сыгран в более быстром темпе, чем окончательная версия, с различными импровизированными вокальными партиями. После базового прогона группа обсудила возможности его реаранжировки.[16] Пейдж сыграл гитарное соло через синтезатор ARP, в то время как Джонс наложил партию Hohner Clavinet, а Плант сыграл на губной гармошке[18]. Текст песни перекликается с нескольким блюзовым песнями, в частности, «Drop Down Mama» Слипи Джона Эстеса, «Shake 'Em On Down» Букка Уайта и в меньшей степени «I Want Some of Your Pie» Блайнд Бой Фуллера[25].
- «The Rover» была сочинена в 1970 году в старинном коттедже Брон-Эр-Айр, расположенном на окраине города Махинллет в Уэльсе. Впервые она была записана в Хедли-Грейндж в мае 1970 года как акустический номер для альбома Led Zeppelin III. В 1972 году эта композиция была переработана как электрический номер для Houses of the Holy, который лёг в основу фонограммы.[26] Впоследствии в 1974 году Пейдж добавил гитарные наложения с помощью звукорежиссера Кейта Харвуда.[18]
- «In My Time of Dying» основана на народной песне, которую Боб Дилан записал в своем дебютном альбоме в 1962 году.[18] Трек был записан вживую, позже Пейдж добавил дополнительные наложения слайд-гитары. Аранжировкой и структурированием руководил Бонэм, в самом конце песни он кашляет возле микрофона[27]. Этот дубль и был оставлен в альбоме, чтобы показать, что Led Zeppelin были работоспособной группой, которая бережно относилась к своим записям.[28]

### Сторона 2

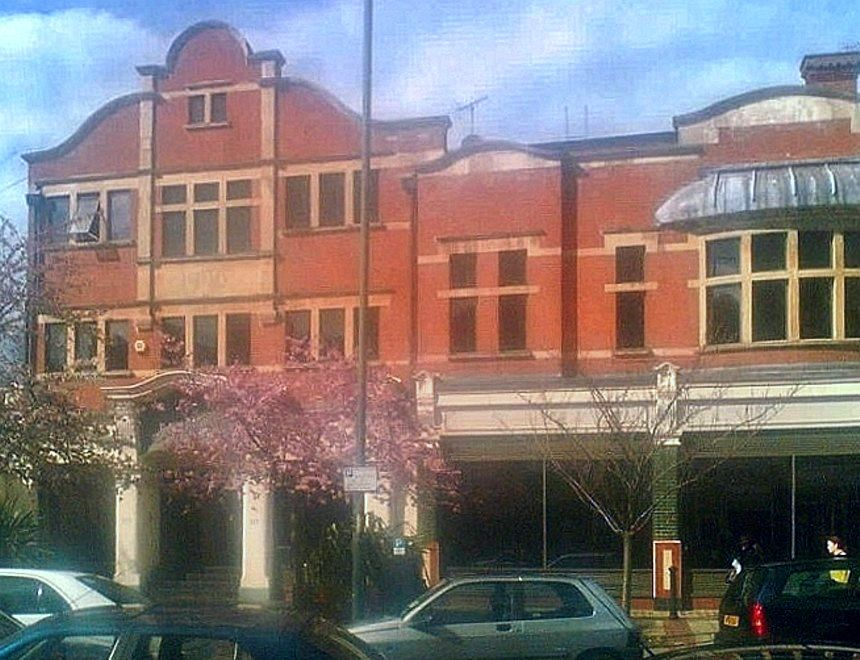
Olympic Studios

- «Houses of the Holy» была записана как заглавный трек для одноименного альбома в мае 1972 года в Olympic Studios с инженером Эдди Крамером. Однако в окончательную версию этого альбома она не вошла из-за схожести с другими треками, такими как "Dancing Days", которые, как считалось, были лучше. Она была включена в Physical Graffiti без каких-либо дальнейших наложений или ремикширования[18].
- «Trampled Under Foot» возникла из джем-сейшена, организованного Джонсом. Песня претерпела несколько изменений аранжировки, прежде чем пришла к версии, которую можно услышать в альбоме, при этом группа репетировала различные идеи и спорила об общем стиле. Бонэм решил, что трек слишком "душевный", и переделал его в фанк-стиль, предложив Пейджу сыграть гитарный рифф вместо аккордов.[29] Текст песни представляет собой серию двусмысленностей о вождении и автомобилях. Песня быстро стала популярной и исполнялась на каждом концерте с 1975 года, а затем была использована Плантом для его сольных туров.[18] «Trampled Under Foot» была выпущена в США в виде сингла 2 апреля (с композицией «Black Country Woman» на второй стороне) и вошла в топ-40 хитов.[30]
- «Kashmir» была идеей Пейджа и Бонэма, впервые она была реализована как инструментальная демоверсия в конце 1973 года. Плант написал текст песни во время отпуска в Марокко. Джонс играл на меллотроне и аранжировал струнные и духовые партии, которые исполняли сессионные музыканты. Песня стала концертным хитом, исполняемым группой практически на каждом концерте после выхода альбома[31]. Она считается (вместе с «Stairway to Heaven») одной из двух наиболее популярных и узнаваемых песен Led Zeppelin[32].

### Сторона 3

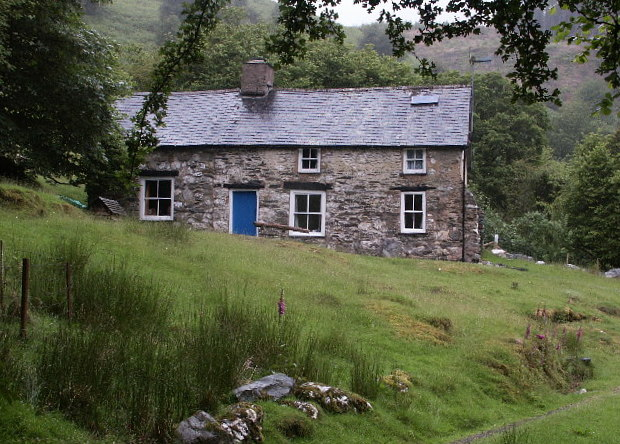
Коттедж Брон-Эр-Айр

- «In the Light» была записана в Хедли-Грейндж в начале 1974 года. Изначально она называлась "In the Morning" и прошла несколько репетиций и дублей, чтобы выработать базовую структуру. Позже к произведению было добавлено вступление в виде бурдона. [33] Пейдж говорил, что это его любимая композиция на этом альбоме.
- «Bron-Yr-Aur» была сольной акустической пьесой Пейджа, названной в честь коттеджа Брон-Эр-Айр в Уэльсе, где он сочинил и аранжировал большую часть альбома Led Zeppelin III с Плантом. Она была записана в Island Studios в середине 1970 года. Позже трек использовался в качестве фоновой музыки в фильме группы The Song Remains the Same.[34]
- «Down by the Seaside» изначально была написана как акустическая композиция в Брон-Эр-Айр в 1970 году под влиянием Нила Янга. Она была переработана во время сессий для Led Zeppelin IV в следующем году. Пейдж и Бонэм руководили аранжировкой, меняя темп от медленной к быстрой секции и обратно.[34]
- «Ten Years Gone» была написана Плантом о старой любовной связи и объединена с инструментальной пьесой Пейджа, включающей в себя наложенные электро- и акустические гитарные партии. Когда трек исполнялся вживую, Джонс играл на трёхгрифовой гитаре с мандолиной, шести- и двенадцатиструнной гитарами, чтобы попытаться воспроизвести различные гитарные наложения на студийной записи.[34]

### Сторона 4

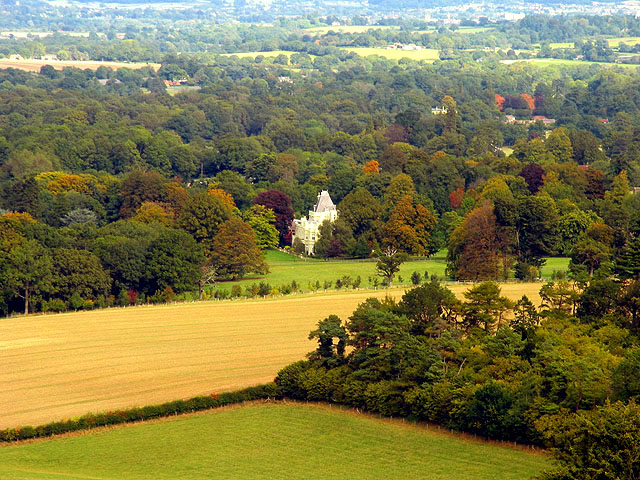
Особняк Stargroves в графстве Гэмпшир

- «Night Flight» была записана в Хедли-Грейндж в 1971 году для альбома Led Zeppelin IV. Текст песни написал Роберт Плант после прочтения новостей под названием "Угроза испытаний ядерного оружия" и задался вопросом, почему в мире так мало мира и любви.[35] Помимо обычного баса, Джонс играет на органе Хаммонда, а Пейдж на гитаре через динамик Лесли.[34]
- «The Wanton Song» была построена вокруг гитарного риффа Пейджа. В отличие от некоторых других треков, записанных на сессиях в Хедли-Грейндж 1974 года, аранжировка была простой и группа выстраивала песню вокруг риффов[34].
- «Boogie with Stu» представляет собой джем-сейшен с пианистом Иэном Стюартом, основанный на песне "Ooh My Head" Ричи Валенса. Эта запись была сделана в 1971 году в Хедли-Грейндж во время той же сессии, на которая группа записала "Rock and Roll" для четвертого альбома.[34]
- «Black Country Woman» была записана в саду особняка Stargroves (графство Гэмпшир) в 1972 году для Houses of the Holy, так как группа захотела поработать в необычных местах за пределами традиционной студийной среды. Во время одного из перерывов в ходе записи над особняком пролетел самолёт, звук которого оставили на финальной записи для эффекта (он слышен в самом начале композиции вместе с голосами).[34]
- «Sick Again» была написана Пейджем и Плантом о концертном туре 1973 года и их опыте встречи с групи. Композиция основана на барабанах Бонэма и гитарных риффах Пейджа.[34]

## Нереализованный материал и переиздания

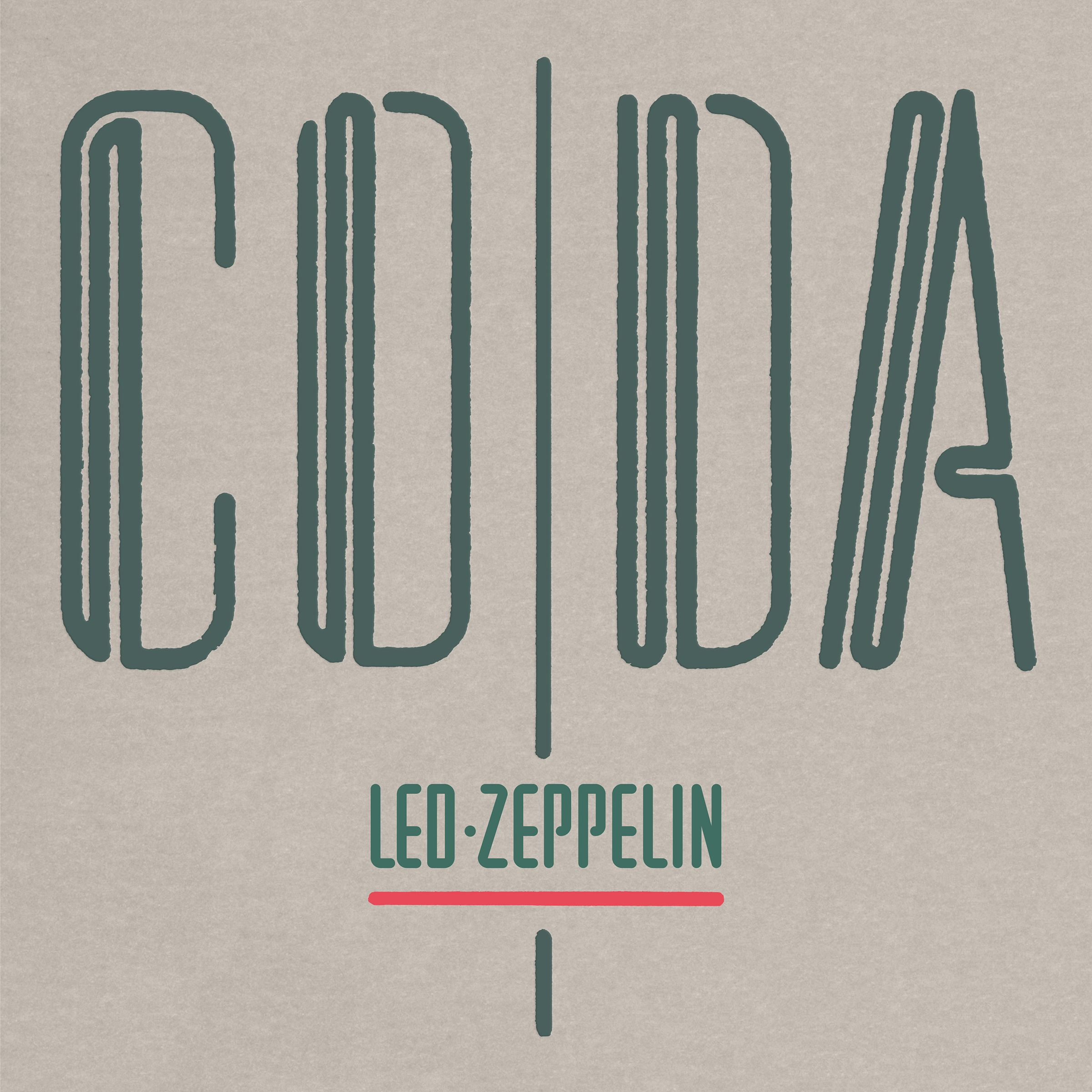
Альбом Coda

После завершения работы над Physical Graffiti осталось совсем небольшое количество нереализованного материала. Более ранняя аранжировка «Custard Pie», отличающаяся от окончательной альбомной версии, была переработана в композицию «Hots On for Nowhere», выпущенную в следующем альбоме Presence. Несколько других отрывков из более ранних сессий альбома, которые не вошли в Physical Graffiti, были позже включены в число бонус-треков расширенного люксового издания альбома Coda.

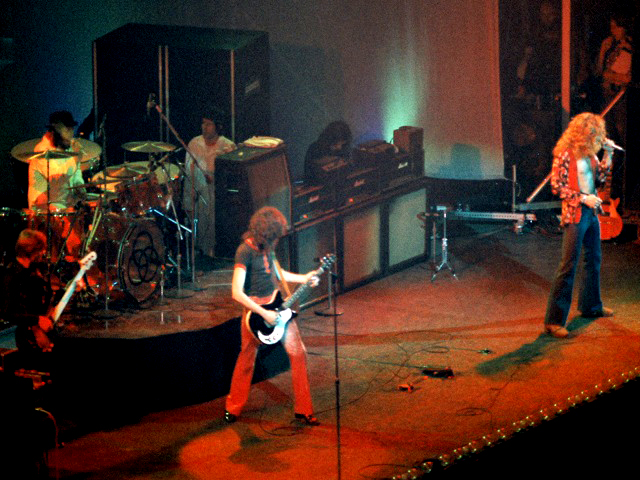
Led Zeppelin на концерте в Чикаго в 1975 г.

В 1987 г. Physical Graffiti был выпущен на CD в виде двухдискового набора. Это издание было выполнено без участия группы и в первом тираже был ошибочно отредактирован конец композиции "In My Time of Dying" (это исправлено на более поздних переизданиях). Пейдж был недоволен отсутствием своего участия в создании компакт-дисков и решил, что сам выпустит новые версии. В мае 1990 г. он сделал ремастеринг всего каталога. Альбом был должным образом переиздан в 1994 году.
Расширенная версия была переиздана 23 февраля 2015 года, почти ровно через сорок лет после выхода альбома. Переиздание вышло в шести форматах: стандартное издание на двух CD, делюкс-издание на трёх CD, стандартная версия на двух LP, делюкс-издание на трёх LP, супер-делюкс-издание на трёх CD и трех LP с книгой в твердом переплете, а также в виде цифровых загрузок высокого разрешения. Делюкс-издания и супер-делюкс-издания содержат бонусный материал, содержащий альтернативные дубли и аранжировки композиций.

## Список композиций
Сторона 1
1. Custard Pie (Пейдж/Плант) (4:13)
2. The Rover (Пейдж/Плант) (5:36)
3. In My Time of Dying (Пейдж/Плант/Джонс/Бонэм) (11:04)

 Сторона 2 
1. Houses of the Holy (Пейдж/Плант) (4:01)
2. Trampled Under Foot (Пейдж/Плант/Джонс) (5:35)
3. Kashmir (Пейдж/Плант/Бонэм) (8:31)

 Сторона 3 
1. In the Light (Пейдж/Плант/Джонс) (8:44)
2. Bron-Yr-Aur (Пейдж) (2:06)
3. Down by the Seaside (Пейдж/Плант) (5:14)
4. Ten Years Gone (Пейдж/Плант) (6:31)

 Сторона 4 
1. Night Flight (Джонс/Пейдж/Плант) (3:36)
2. The Wanton Song (Пейдж/Плант) (4:06)
3. Boogie with Stu (Бонэм/Джонс/Пейдж/Плант/Стюарт/Валенс) (3:51)
4. Black Country Woman (Пейдж/Плант) (4:24)
5. Sick Again (Пейдж/Плант) (4:43)

## Над альбомом работали
Led Zeppelin
- Джимми Пейдж — гитара, продюсер
- Роберт Плант — вокал, губная гармошка
- Джон Пол Джонс — бас-гитара, клавишные, меллотрон
- Джон Бонэм — барабаны

Технический персонал
- Питер Грант — продюсер, исполнительный продюсер
- Джордж Шканц — звукоинженер
- Кит Харвуд — звукоинженер, сведение
- Энди Джонс — звукоинженер
- Эдди Крамер — звукоинженер, сведение
- Джордж Марино — цифровой ремастеринг
- Рон Невисон — звукоинженер
- Йен Стюарт — фортепиано в композиции «Boogie With Stu»

Оформление
- Рой Харпер — фотография
- Майк Дуд — дизайн обложки
- Питер Корристон[англ.] — дизайн обложки
- Иллиот Эрвит — фотография
- Дейв Хеффернан — иллюстрации
- Б. П. Фоллен — фотография

## Чарты и сертификация
| Чарты (1975)                              | Позиция |
| ----------------------------------------- | ------- |
| Australian Kent Music Report Albums Chart | 2       |
| Austrian Albums Chart                     | 2       |
| Canadian RPM Albums Chart                 | 1       |
| Danish Albums Chart                       | 10      |
| French Albums Chart                       | 2       |
| Italian Albums Chart                      | 17      |
| Japanese Albums Chart                     | 13      |
| New Zealand Top 50 Albums Chart           | 3       |
| Norwegian Albums Chart                    | 4       |
| Spanish Albums Chart                      | 2       |
| UK Albums Chart                           | 1       |
| US Billboard 200 Albums Chart             | 1       |
| Чарты (2015)                              | Позиция |
| Australian Albums Chart                   | 13      |
| Austrian Albums Chart                     | 7       |
| Danish Albums Chart                       | 31      |
| French Albums Chart                       | 23      |
| German Albums Chart                       | 4       |
| New Zealand Albums Chart                  | 6       |
| Norwegian Albums Chart                    | 12      |
| Swiss Albums Chart                        | 8       |
| US Billboard 200 Albums Chart             | 11      |

| Регион | Сертификация   | Продажи    |
| --- | -------------- | ---------- |
| Аргентина (CAPIF) | Золотой        | 30 000^    |
| Франция (SNEP) | Золотой        | 100 000*   |
| Германия (BVMI) | Золотой        | 250 000^   |
| Великобритания (BPI) | 2× Платиновый  | 600 000^   |
| США (RIAA) | 16× Платиновый | 8 000 000^ |
| * Данные о продажах приведены только на основе сертификации. ^ Данные о тиражах приведены только на основе сертификации. |                |            |